# WinLinux
WinLinux era una distribución del sistema operativo GNU/Linux que se instalaba y ejecutaba dentro de Microsoft Windows, e incorporaba KDE como entorno de escritorio por defecto.
Este sistema, cuya última versión es la 2003, se instala en una partición FAT32.
Al instalarse, WinLinux crea un acceso directo en el escritorio Windows, pudiéndose lanzar como cualquier otra aplicación. Una vez ejecutado, hace que el ordenador se reinicie en WinLinux. Cuando se termina la sesión, el ordenador vuelve a arrancar en Windows. Sobre WinLinux pueden ejecutarse todo tipo de aplicaciones Linux.
WinLinux arranca desde el menú de inicio de Windows como un programa más. Después de la inicialización ingresamos en el amigable entorno gráfico KDE, que con su parecido con el entorno de Windows hace que un primer contacto con Linux sea lo menos frustrante posible. Y como todas las versiones de KDE, se puede configurar el lenguaje del sistema al castellano.
WinLinux se instala con las aplicaciones necesarias para una PC de escritorio Linux, sin que debamos preocuparnos por instalarlas o cumplir dependencias con otros de paquetes de software, etc. De este modo, ya se cuenta con el Gimp (la alternativa de Photoshop libre), Netscape Communicator, X11Amp para reproducir archivos MP3, KPackage (para instalar o desinstalar programas), etc.